# 말레이시아 국립대학역
말레이시아 국립대학역은 1995년에 개통한 말레이시아의 철도역이다.

## 역 주변
- 말레이시아 국립대학교